# Éclipse solaire du 2 août 2046
Une éclipse solaire totale aura lieu le 2 août 2046.

## Parcours

Carte animée de l'éclipse.

Cette éclipse totale commencera en deçà des côtes, au Sud de la pointe Est du Brésil au lever du soleil local, puis traversera tout l'Océan Atlantique, pour toucher l'Angola où il y aura le maximum, puis continuera sur l'Afrique australe pour finir au Sud de l'Océan Indien.